# Суворовские военные каналы
Суворовские военные каналы на озере Сайма — это часть линии крепостных сооружений, построенной на границе Российской империи и Швеции по предложению и под руководством А. В. Суворова.
Каналы Кутвеле, Кяухкяя, Куконхарью и Телатайпале были проложены в 1791—1798 годах и в настоящее время располагаются на территории Финляндии в муниципалитетах Руоколахти, Пуумала и Сулкава.

## Причины строительства
Согласно Абоскому мирному договору 1743 года новая граница между Российской империей и Швецией прошла по Сайменскому озеру. Русско-шведская война 1788—1790 гг. не привела к переносу границ, но выявила недостатки российской обороны. Екатерина II, обеспокоенная близостью к границе российской столицы — города Санкт-Петербурга, приказала границу со Швецией укрепить. Руководство за проведением укрепительных работ было поручено А. В. Суворову. В результате масштабного строительства была построена грандиозная система оборонительных сооружений, одной из частей которой стали Суворовские каналы.
В случае нападения с Сайменского озера за оборону границы отвечали: на юге — крепостные укрепления Вильманстранда (Лаппеенранта), на западе — небольшое укрепление Кярнакоски, а на севере — Нейшлотская крепость (Олавинлинна) в Савонлинне. Между крепостями курсировала Сайменская флотилия, суда которой базировались в Вильманстранде, Кярнакоски и Нейшлоте. Своя Сайменская флотилия была и у шведов, её база находилась в Ристиине.
По Сайме из Вильманстранда в Нейшлот было возможно пройти только через пролив Пуумала, который согласно границам 1743 года остался на шведской стороне. Пролив был хорошо укреплен, и во время войны Густава III уже показал своё стратегическое значение. В случае новой войны российская Сайменская флотилия вряд ли смогла бы пройти через пролив без препятствий и потерь.
Чтобы обеспечить беспрепятственное прохождение флотилии из Вильманстранда в Нейшлот, А. В. Суворов предложил Екатерине II построить три небольших канала. По каналам российские суда могли бы проходить из крепости в крепость без захода на шведскую территорию. Каналы были бы полезны и в мирное время, так как не нужно было бы платить пошлину при прохождении через шведскую таможню. Екатерина II одобрила предложение Суворова, и строительство каналов начали осенью 1791 года. Непосредственным руководителем строительства был назначен надворный советник Иван Лаубе.

## Строительство и использование
Каналы планировалось построить за пару лет, но строительство каналов затянулось до 1798 года. Работу затруднял донный плитняк и неоднократный прорыв плотин. Кроме того, вместо трёх запланированных каналов построили четыре.
В качестве строительного материала использовали природный камень. Стенки и дно каналов были укреплены бревенчатыми сваями. Входы в каналы были защищены деревянными волнорезами. При необходимости входы в каналы закрывались деревянными воротами или натянутыми под поверхностью воды якорными цепями. В устьях каналов на дне озера были устроены искусственные каменные преграды для затруднения входа неприятельских судов. Чтобы провести судно через канал, требовалось точное знание фарватера.
На берегах каналов размещались воинские гарнизоны, задачей которых был надзор за движением и защита территории в случае нападения противника. Например, на берегах канала Куконхарью возникло крупное поселение, где кроме солдат и офицеров проживали торговцы и гражданские лица. Окружающая каналы территория содержалась в образцовом порядке.
В русско-шведской войне 1808—1809 гг. каналы не пришлось использовать в военных целях, поскольку шведские отряды достаточно быстро отступили в регион Северного Саволакса и оставили пролив Пуумала свободным. Возможно, что само наличие каналов сыграло свою роль в принятии шведами решения об отступлении, так как по каналам российские суда могли зайти шведам в тыл.
Своё военное значение каналы сохраняли немногим более 10-ти лет, так как после присоединения Финляндии к России в 1809 году российская граница переместилась далеко на запад. В 1816 году каналы из военного ведомства были переданы в гражданское, и их разрешили использовать местному населению — крестьянам и торговцам.

## Новейшая история
Последующие два столетия почти не затронули три из четырех Суворовских каналов. Хотя конструкции каналов обветшали, каналы сохранили свой первозданный вид. Четвертый же канал (Кутвеле) в 1900-х годах дважды обновлялся и расширялся с целью сделать его пригодным для сплава леса и прохода более крупных судов. В результате были утрачены все оригинальные конструкции канала.
В 2003—2008 годах Музейным ведомством Финляндии проводились работы по реставрации каналов. Целью реставрации являлось сохранение каналов и прилежащих к каналам территорий для потомков. Специалистами Музейного ведомства были проведены инвентаризация и обмер каналов и относящихся к ним сооружений, подправлены повреждённые и заменены утраченные части конструкций, произведена выборочная вырубка деревьев на берегах.
В наше время район каналов представляет собой имеющую государственное значение ландшафтную достопримечательность.

## Каналы

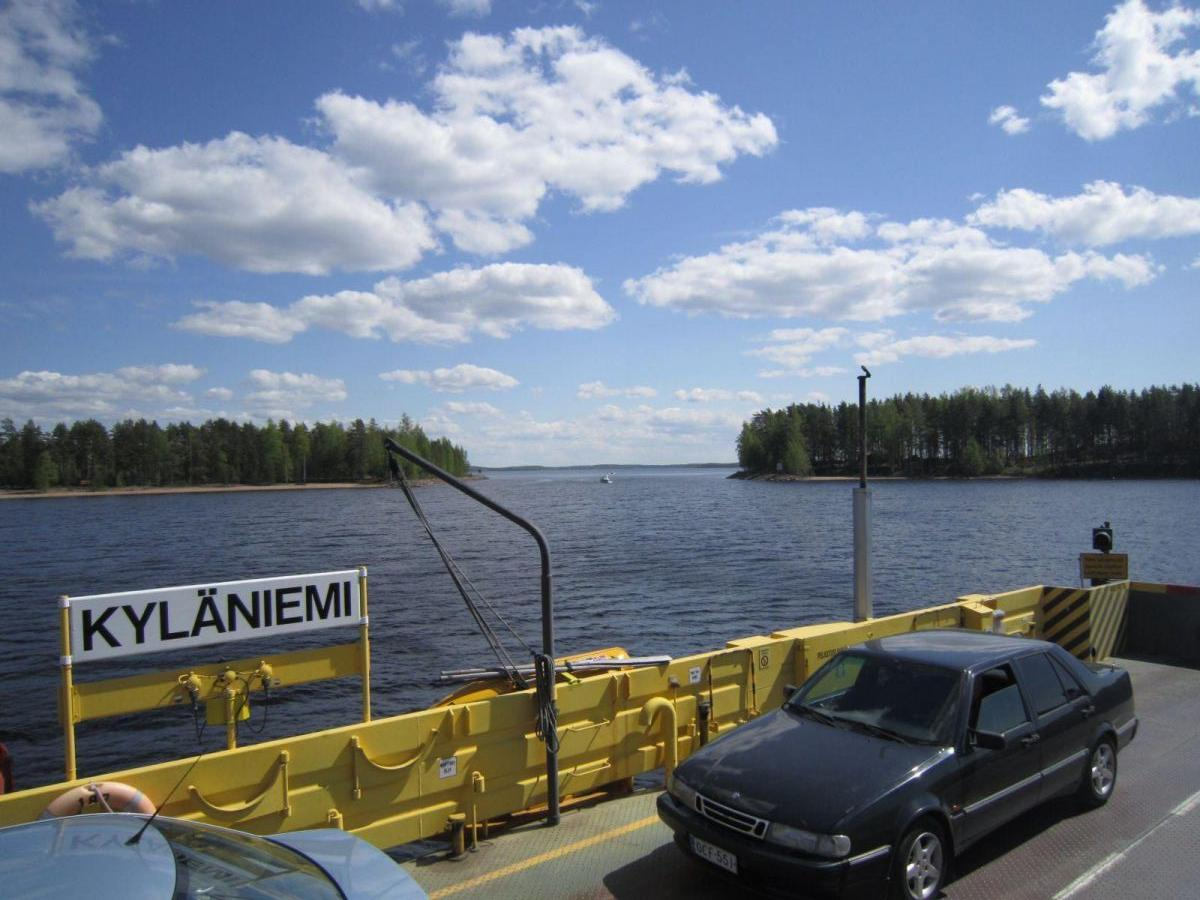
Кутвеле, вид с парома
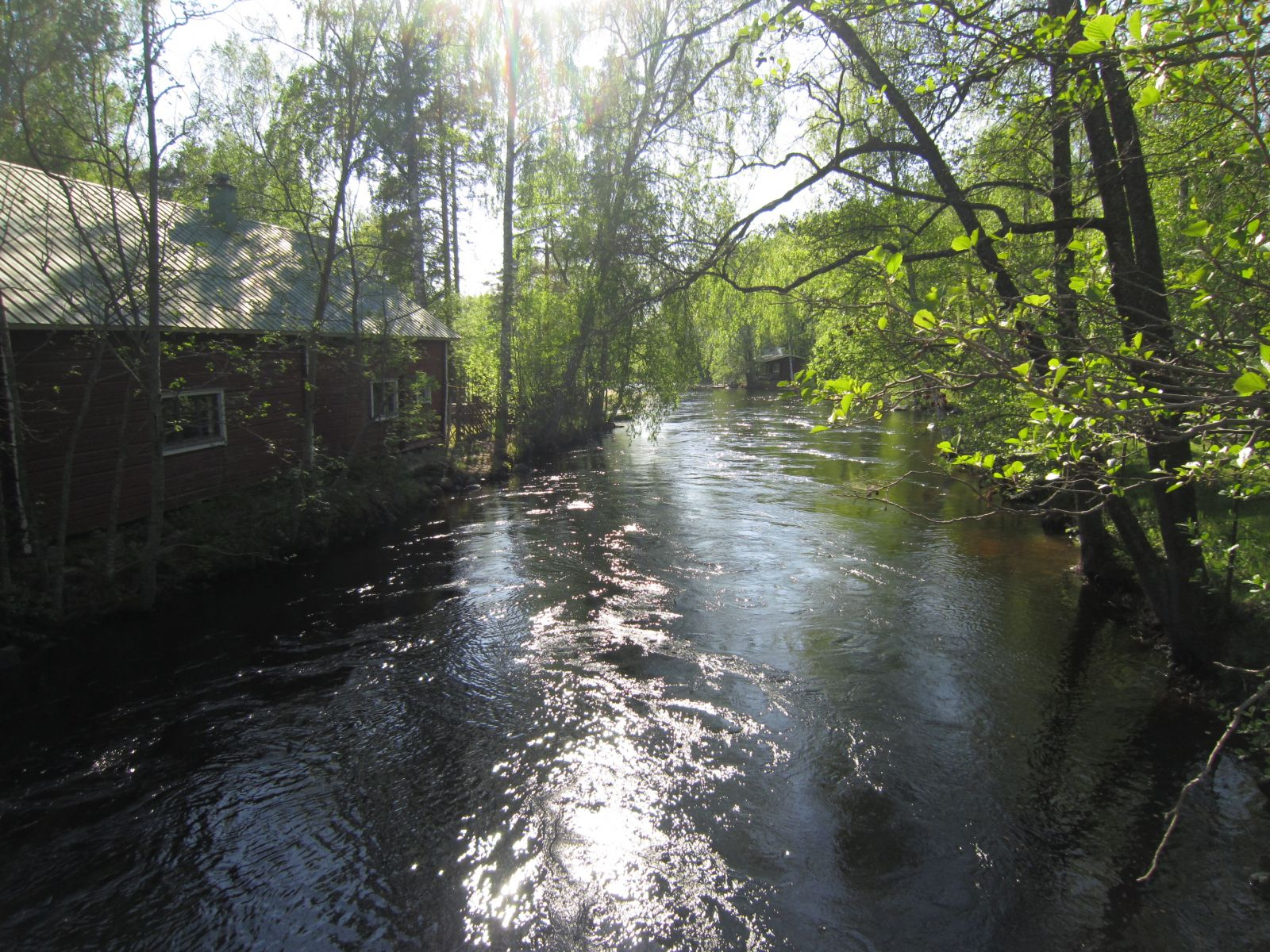
Кяюхкяя, вид с моста
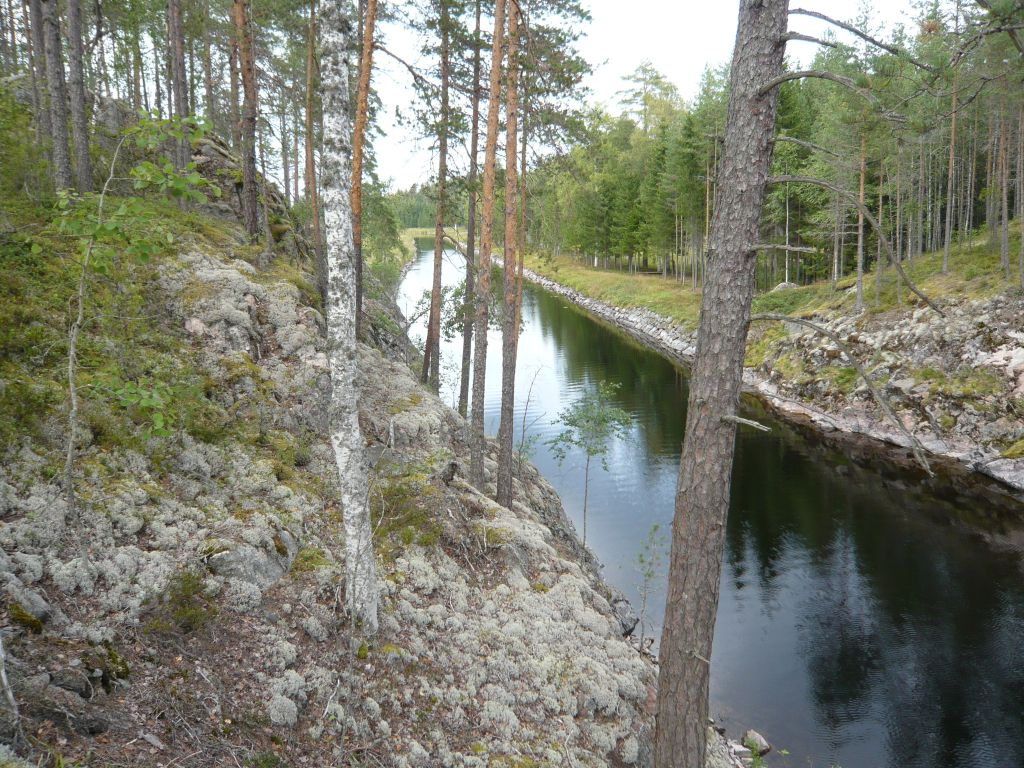
Куконхарью
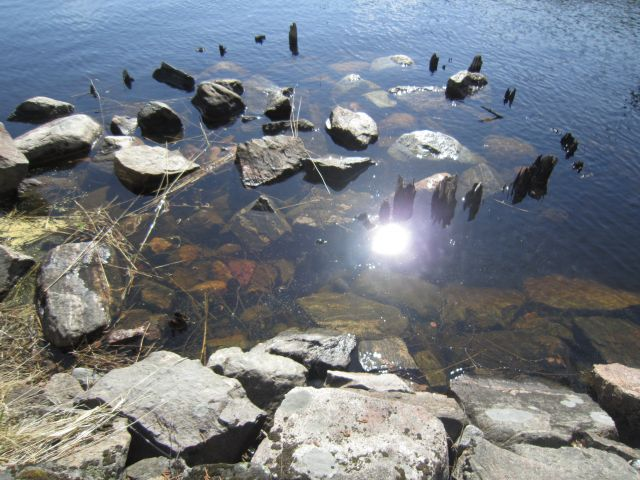
Куконхарью, остатки конструкций
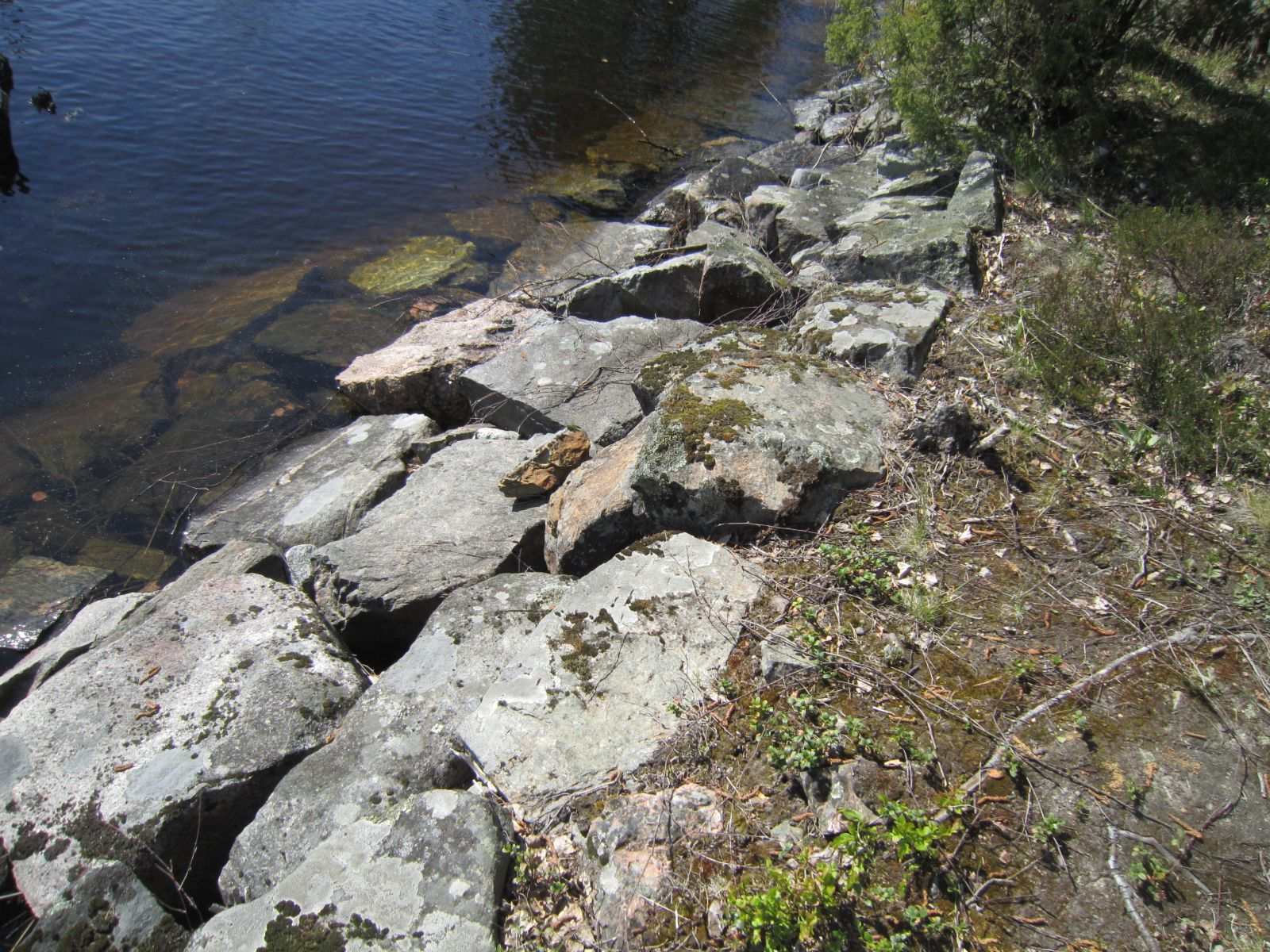
Куконхарью, берег канала
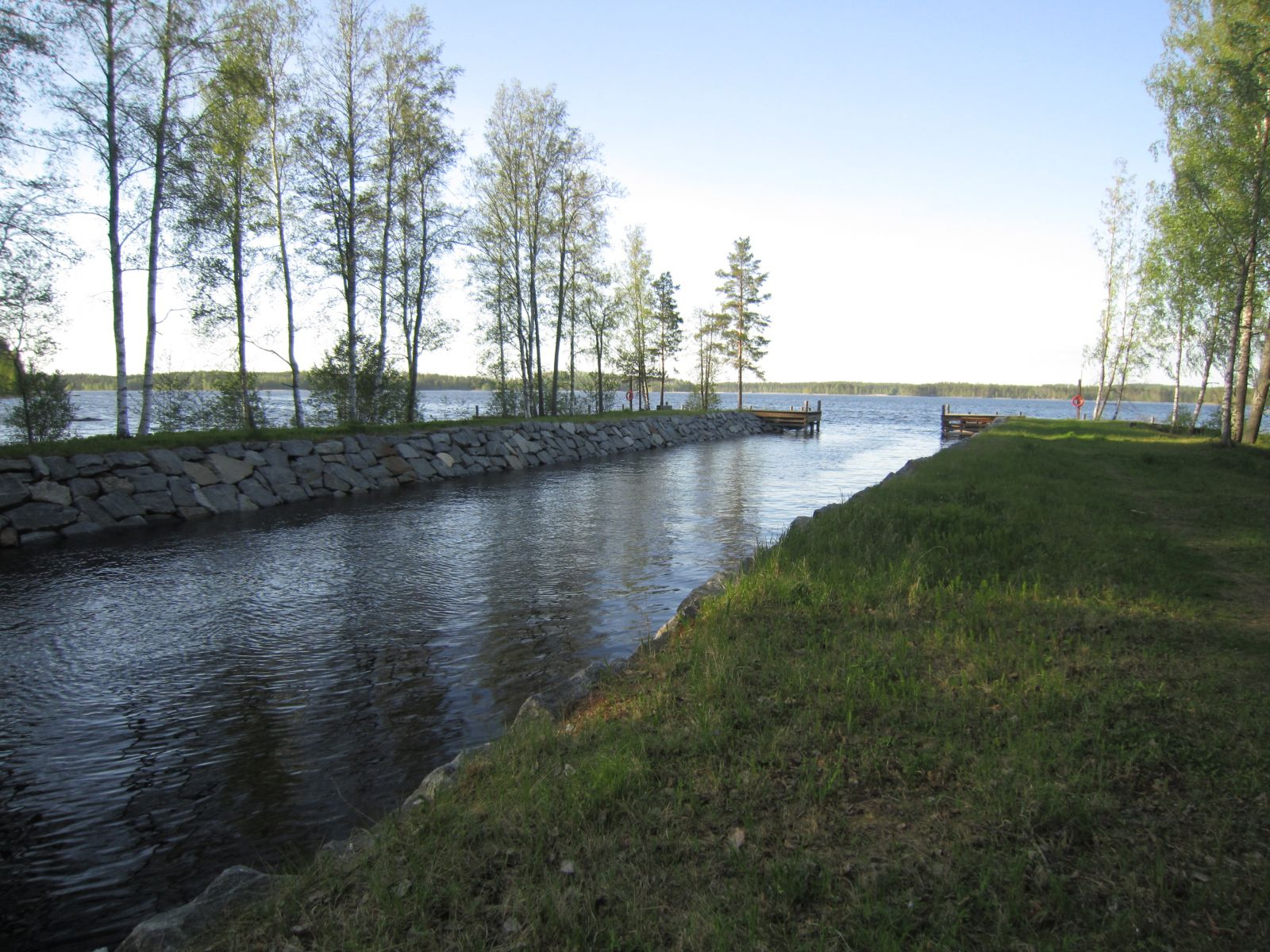
Телатайпале, вид с моста
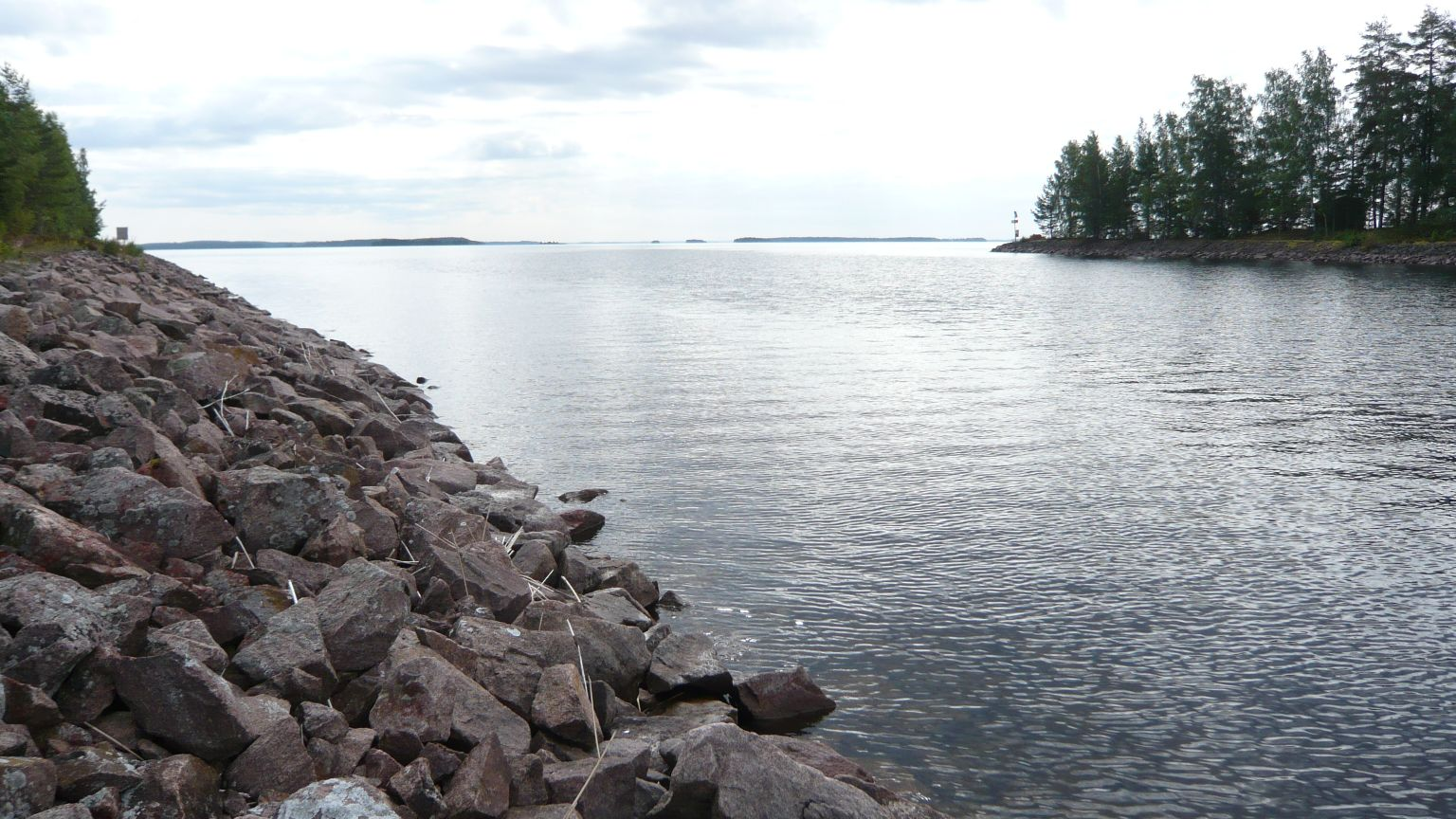
Кутвеле на границе Тайпалсаари и Руоколахти.
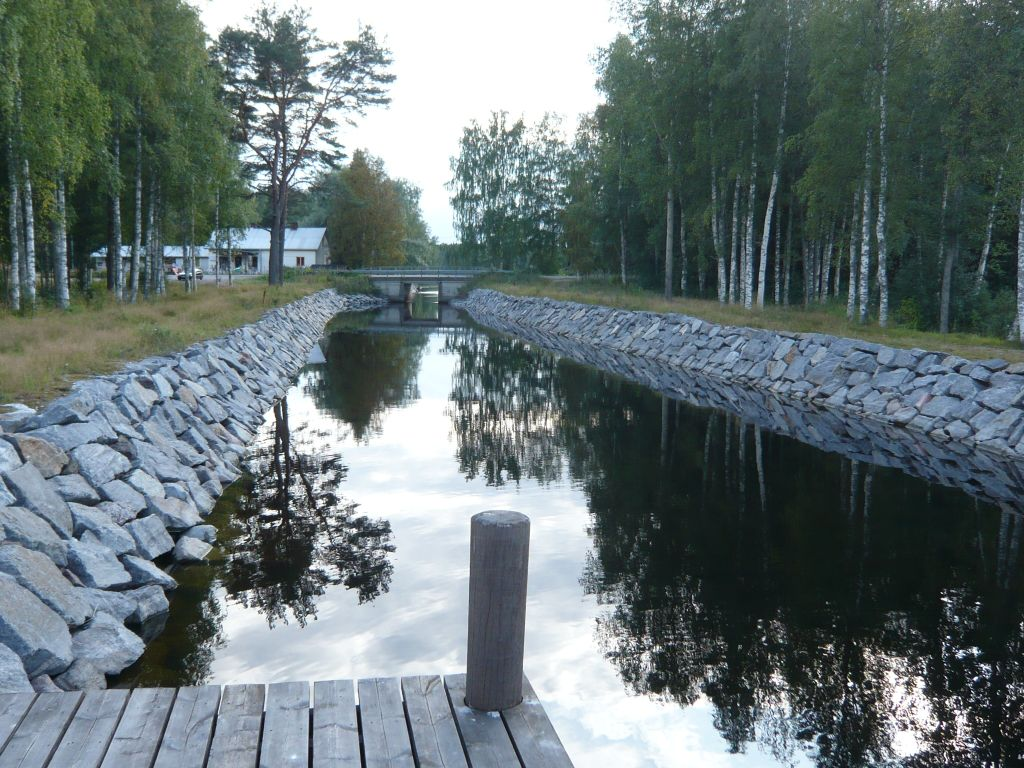
Канал Телатайпале в Сулкава. На заднем плане — мост на региональной дороге 438[фин.].

### Кутвеле (Кутвелентайполь)
Находится на границе муниципалитетов Тайпалсаари и Руоколахти. Длина канала около 130 м. В канале проходит фарватер глубиной 2,4 м.

### Кяухкяя (канал при Кевкенсильде, канал при Кевке)
Находится на территории муниципалитета Руоколахти. Длина канала около 260 м, по каналу не проходит фарватера. Недалеко от канала находится затопленный корпус судна, затонувшего в период строительства канала.

### Куконхарью (Куконтайпольский канал)
Находится на границе муниципалитетов Пуумала и Руоколахти. Длина канала 800 м, частично канал прорублен в скале. Фарватер глубиной 1 м.

### Телатайпале (Телатайпа)
Находится на территории муниципалитета Сулкава. Длина канала примерно 200 м, по каналу не проходит фарватера.